# Eupogoniopsis
Eupogoniopsis is een kevergeslacht uit de familie van de boktorren (Cerambycidae). De wetenschappelijke naam van het geslacht werd voor het eerst geldig gepubliceerd in 1949 door Breuning.

## Soorten
Eupogoniopsis omvat de volgende soorten:
- Eupogoniopsis caudatula Holzschuh, 1999
- Eupogoniopsis omeimontis (Gressitt, 1938)
- Eupogoniopsis sepicola Holzschuh, 1999
- Eupogoniopsis tenuicornis (Bates, 1884)